# Rejon pryłucki (1923–2020)
Rejon pryłucki – jednostka administracyjna wchodząca w skład obwodu czernihowskiego Ukrainy.
Rejon utworzony w 1923, ma powierzchnię 1796 km² i liczy około 45 tysięcy mieszkańców. Siedzibą władz rejonu są Pryłuki.
Na terenie rejonu znajdują się 3 osiedlowe rady i 38 silskich rad, obejmujących w sumie 96 wsi i 1 osadę.